# NCT 127
NCT 127 (кор. 엔시티 127, ensiti il-i-chil) — другий хронологічно і перший постійний саб'юніт південнокорейського бой-бенду NCT, сформованого південнокорейською розважальною компанією SM Entertainment. Його дебют відбувся 7 липня 2016 року із синглом «Fire Truck» та мініальбомом NCT #127. Саб'юніт складається із восьми учасників: Джонні, Тейона, Юти, Дойона, Джехьона, Чону, Марка та Хечана. NCT 127 відомі своєю експериментальною музикою на основі хіп-хопу та R&B, а також енергійними танцювальними виступами.
Назва «NCT 127» складається із назви основного гурту — NCT, а «127» позначає координату довготи Сеула. Часто, наслідуючи корейській вимові, гурт називають «енсіті ілічіль» або просто «ілічіль».

## Кар'єра

### 2013—2016: переддебютна діяльність та дебют
Усі десять учасників NCT 127 спочатку були представлені через SM Rookies — команду айдолів SM Entertainment, які мають незабаром дебютувати. Джонні потрапив до SM у 2007 році завдяки її прослуховуванню SM Global Audition, що проходило в Чикаго, США. Так само до компанії потрапив Юта — завдяки прослуховуванню в Осаці, Японія. У 2012 році через аналогічне прослуховування у Ванкувері, Канада до SM потрапив Марк. Того ж року співробітники компанії запропонували Тейону та Джехьону взяти участь у прослуховуваннях — так вони потрапили SM. З усіх учасників NCT 127 їх першими було представлено через SM Rookies. У 2013 році до SM приєдналися Теїль, Дойон та Донхьок (сценічне ім'я — Хечан). ВінВін був представлений через SM Rookies 5 січня 2016 року, а Чону — 17 квітня 2017 року.
У квітні 2016 року Тейон, Теїль, Марк та Джехьон дебютували у складі NCT U. 1 липня того ж року SM оголосила про дебют другого саб'юніту NCT — NCT 127.

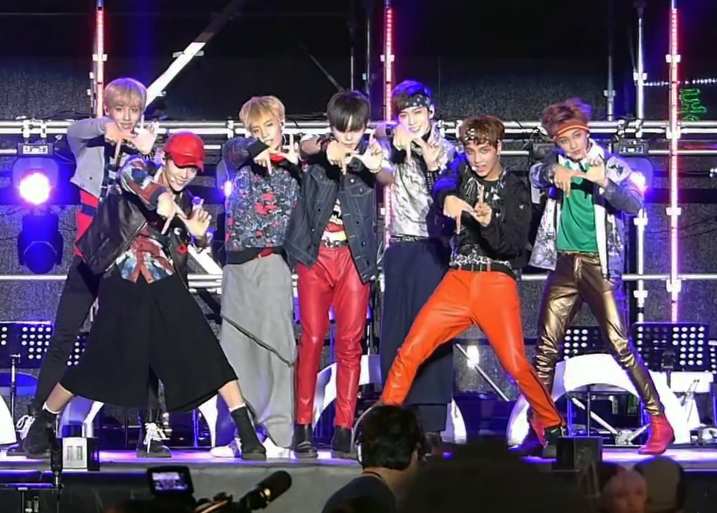
NCT 127 у складі семи учасників виступає в Пусані в серпні 2016 року.

7 липня 2016 року NCT 127 офіційно дебютували з музичним відео на трек «Fire Truck». Того самого дня відбувся їхній дебютний виступ на шоу M Countdown телеканалу Mnet, де вони також виконали пісню «Once Again». 10 липня відбувся реліз мініальбому під назвою NCT 127. Цей реліз виявився успішним: він дебютував на другій позиції південнокорейського чару альбомів Gaon, а за два тижні піднявся і на першу; альбом посів 2-ге місце у світовому чарті альбомів Billboard. Після дебюту NCT 127 розпочали промоції на корейських музичних шоу: Music Bank, Show Champion та Inkigayo.
Саб'юніт здобув нагороду the Best New Group of 2016 («Найкращий новий гурт 2016 року») одразу кількох премій, серед них — Asia Artist Awards, Seoul Music Awards, Golden Disc Awards, Mnet Asian Music Awards та Gaon Chart Music Awards.

### 2017: нові учасники, прорив ізCherry Bombта японський дебют
27 грудня 2016 року SM оголосили про вихід другого мініальбому та приєднання до саб'юніту нових учасників: Джонні та Дойона. Тепер у складі було 9 учасників. 4 та 5 січня 2017 року відбулися релізи двох версій головного синглу «Limitless» з однойменного майбутнього альбому. 6 січня відбувся реліз мініальбому Limitless. Він посів перше місце в чартах альбомів Gaon та Billboard. Видання Dazed Digital назвало «Limitless» однією з 20 найкращих k-pop пісень 2017 року.
14 червня 2017 року NCT 127 випустили третій мініальбом Cherry Bomb з однойменним головним синглом. Реліз став особливо успішним для саб'юніту, ставши проривом для нього: «Cherry Bomb» став їхнім першим синглом, який потрапив на 47-му позицію цифрового чарту Gaon, а також приніс групі свій першу нагороду музичного шоу. Відтоді ця пісня стала однією з візитівок гурту; вона була названа Billboard та Idolator «однією з найкращих k-pop пісень 2017 року».

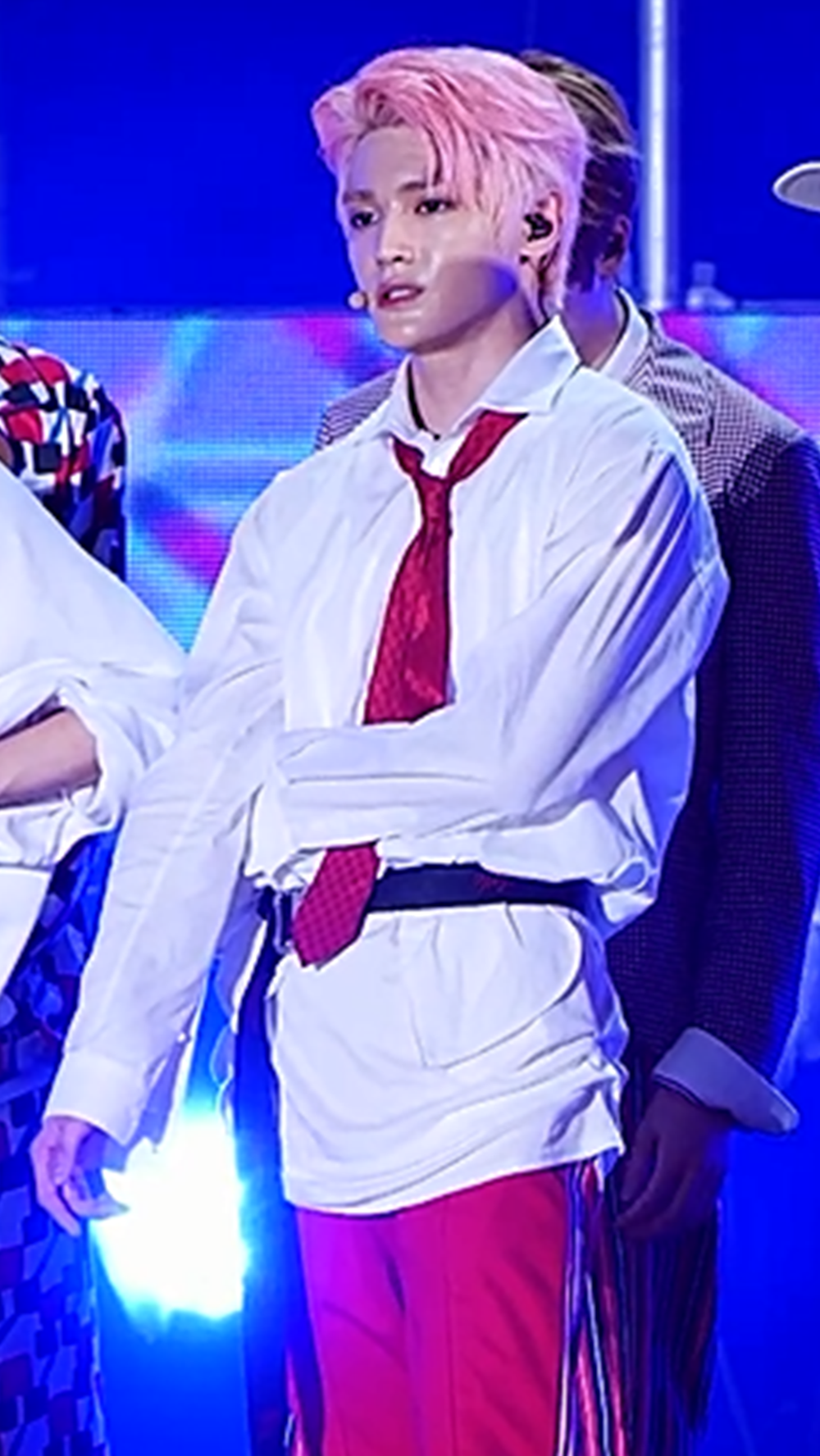
Лі Тейон під час виступу з «Cherry Bomb» на SBS MTV The Show у липні 2017 року.

У червні NCT 127 вперше виступили за кордоном — на музичному фестивалях KCON у Мехіко, Лос-Анджелесі та Нью-Йорку. 25 червня 2017 року вони виступили в магазині Apple Store у Вільямсбурзі, Бруклін, ставши першими k-pop виконавцями, які потрапили до списку «New Artist of the Week» («Новий виконавець тижня») Apple Music.
4 листопада 2017 року вийшла японська версія «Limitless» та музичне відео до неї — так японський дебют саб'юінту. У грудні після підписання контракту з Avex Trax SM Entertainment підтвердила офіційний дебют NCT 127 у Японії, запланований на весну 2018 року, який супроводжувався їхнім першим шоукейс-туром.

### 2018: проєкт NCT 2018, коригування складу учасників іRegular-Irregular
У середині січня 2018 року SM Entertainment оголосила, що всі поточні учасники та саб'юніти NCT братимуть участь у проєкті NCT 2018. У рамках цього проєкту NCT 127 випустили «Touch» — сингл, що увійшов до повноформатного альбому NCT 2018 Empathy.
23 травня 2018 року NCT 127 випустили свій перший японський мініальбом Chain, який досяг другого місця в Oricon Albums Chart, а сингл «Chain» посів 21-ше місце в Oricon Singles Chart.

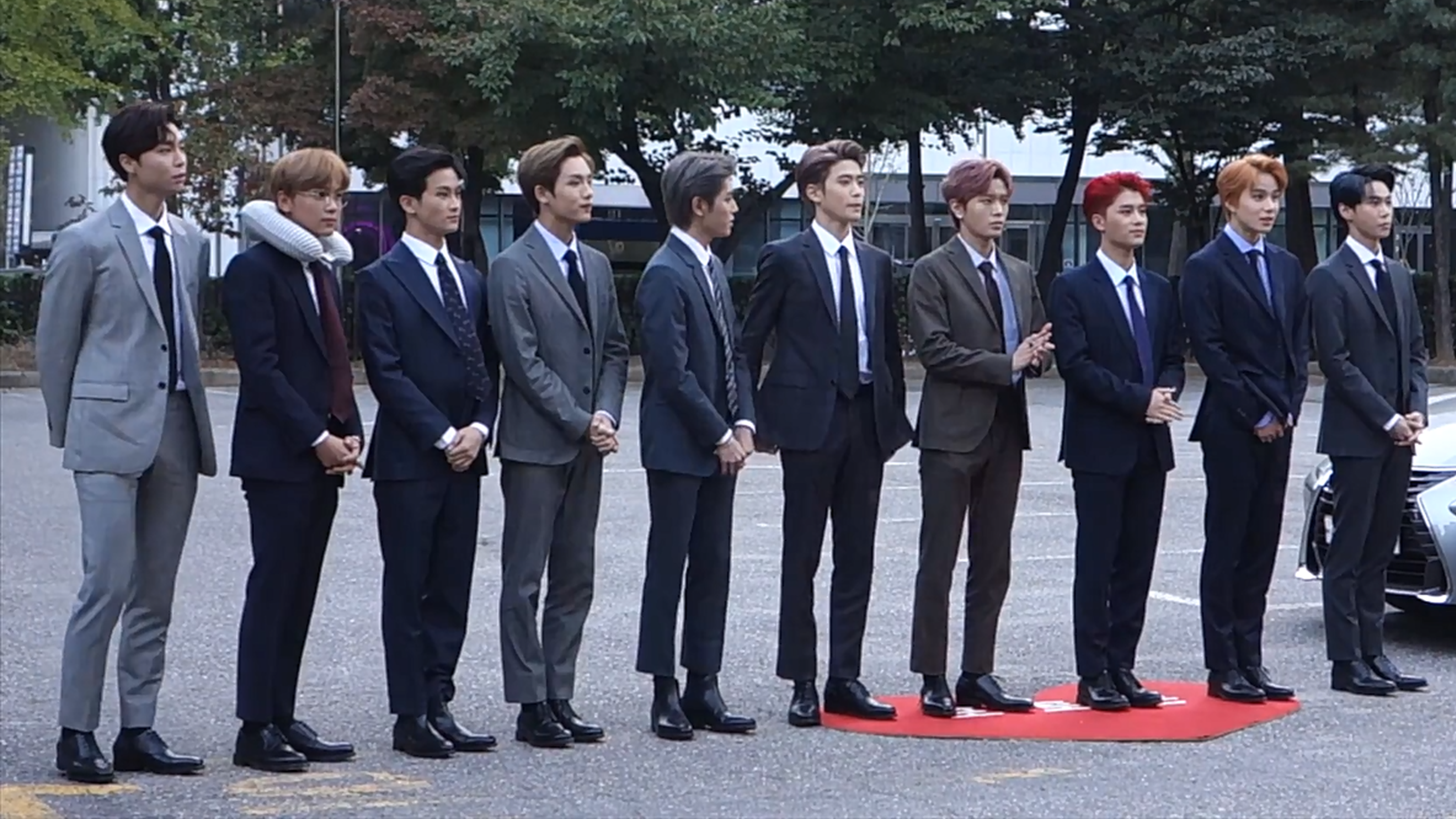
NCT 127 відвідують Music Bank 12 жовтня 2018 року для свого першого живого виконання пісні «Regular». Зліва направо: Джонні, Хечан, Марк, ВінВін, Тейон, Джехьон, Юта, Теїль, Юта, Чону, Дойон.

1 жовтня стало відомо, що до складу саб'юніту буде долучено нового учасника — Чону. Він взяв участь у підготовці повноформатного альбому Regular-Irregular, який вийшов 12 жовтня. Альбом став комерційно успішним у Кореї, залишаючись на першому місці в чарті альбомів Gaon протягом двох тижнів і ставши першим релізом NCT 127, який отримав платиновий сертифікат KMCA за продаж понад 250 тис. копій. Крім того, альбом дебютував на 86-му місці у чарті Billboard 200.
21 жовтня саб'юніт випустив ексклюзивний цифровий мініальбом Apple Music Up Next Session: NCT 127, що містив англійську версію «Cherry Bomb», ремікси на «Fire Truck» і «Regular», а також оригінальну пісню «What We Talkin' Bout» за участю американської співачки Мартін.
У цей період учасники NCT 127 вперше з'явилися на американському телебаченні, у шоу Jimmy Kimmel Live!, де вони виконали «Cherry Bomb» та англійську версію «Regular». 4 листопада вони виступили у спеціальному випуску шоу Mickey's 90th Spectacular.
23 листопада Regular-Irregular було перевипущено у вигляді цифрового репак-альбому Regulate із заголовним синглом «Simon Says». Сингл мав помірний успіх у Південній Кореї, але отримав більший успіх у США, ставши першою композицією NCT 127, що очолила чарт Billboard World Digital Songs, і першою, хто увійшла до чарту Hot 40 Singles Нової Зеландії.
Через підготовку до дебюту з китайським підрозділом NCT — WayV, учасник ВінВін не приєднався до промоцій репаку. 19 грудня було оголошено, що Хечан візьме перерву в діяльності через травму. Він відновив активність у березні 2019 року.

### 2019: перший світовий тур, повноформатний японський альбомAwakenтаWe Are Superhuman
У січні 2019 року NCT 127 оголосили про свій перший концертний тур Neo City — The Origin, що мав із січня по березень відбуватися в Південній Кореї та Японії. Згодом до туру було додано 12 концертів у Північній Америці та 9 у Латинській Америці, Європі та Південно-Східній Азії.
22 лютого вийшов спільний сингл NCT 127, Лея Чжана та Джейсона Деруло «Let's Shut Up & Dance» 18 березня NCT 127 випустили японський сингл «Wakey-Wakey», що увійшов до їхнього першого повноформатного японського альбому Awaken, реліз якого відбувся 17 квітня.

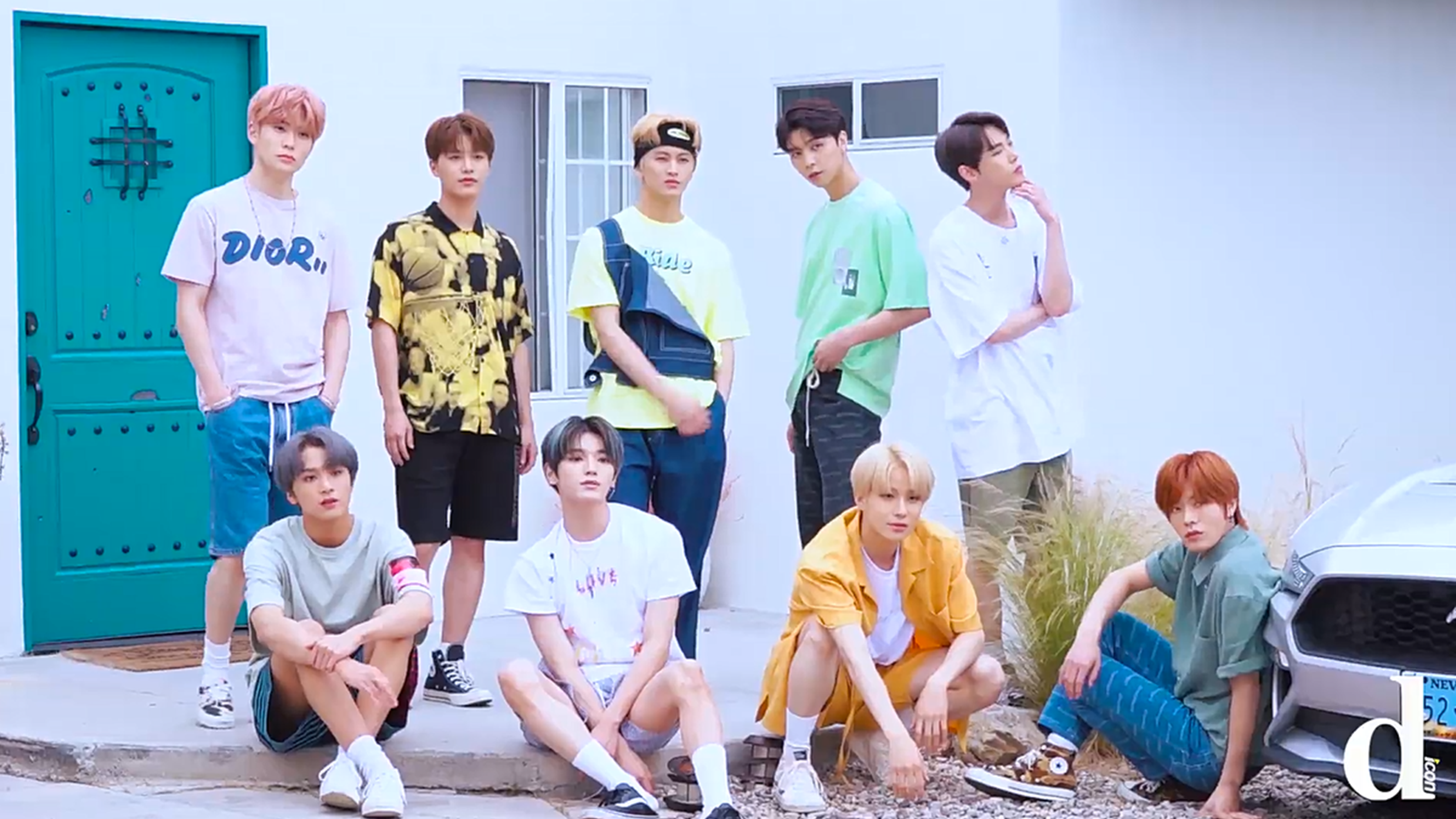
NCT 127 на зніманні для корейського журналу Dispatch у 2019 році

24 травня 2019 року вийшов четвертий мініальбом саб'юніту We Are Superhuman. У його промоціях ВінВін не брав участі. NCT 127 з'явилися на кількох американських та японських шоу.
We Are Superhuman дебютував під номером одинадцять у Billboard 200, а також посів перше місце у чарті Billboard World Albums. 18 липня 2019 року як сингл вийшла англомовна версія «Highway to Heaven».
У серпні 2019 року SM Entertainment оголосили, що Чону тимчасово припинить свою діяльність через нерозголошені проблеми зі здоров'ям.
У вересні 2019 року NCT 127 з'явилися як спеціальні гості на фестивалі Global Citizen Festival 2019 у Нью-Йорку, а 3 листопада виступили на церемонії вручення музичних нагород MTV Europe Music Awards 2019 у Севільї (Іспанія), ставши першими k-pop виконавцями, які це зробили. 28 листопада вони виступили на Macy's Thanksgiving Day Parade 2019 у Нью-Йорку, ставши першим корейським виконавцем, який виступив на цьому заході.
24 жовтня NCT 127 випустили свій перший концертний альбом Neo City: Seoul − The Origin.
Наприкінці листопада 2019 року саб'юніт завершив свої промоції у США.

### 2020:Neo Zoneі скасований тур по США
На початку 2020 року було оголошено про відновлення діяльності Чону.
6 березня 2020 року саб'юніт випустив другий корейський студійний альбом Neo Zone, з головним синглом «Kick It». Кілька учасників брали участь у написанні пісень для альбому. Neo Zone дебютував на 5-ій позиції Billboard 200, а також очолив корейський чарт продажів альбомів у березні.
Крім промоцій в Південній Кореї, NCT 127 просувалися в США, починаючи з виступу на RodeoHouston 2020 у Х'юстоні 10 березня. У червні NCT 127 мали розпочати свій другий тур «Neo Zone — The Awards» в Північній Америці, але його було відкладено на невизначений термін, а потім скасовано через пандемію COVID-19.
9 травня відбувся реліз репаку Neo Zone: The Final Round. Альбом вийшов разом із головним синглом «Punch». Сумарні продажі альбомів Neo Zone і The Final Round перевищили 1,2 мільйона копій, що зробило його найпродаванішим альбомом саб'юніту на той час і першим альбомом, продаж якого перевищив мільйон.
Саб'юніт об'єднався з рештою учасників NCT для проєкту NCT 2020, у рамках якого було записано повноформатний альбом у двох частинах NCT 2020 Resonance Pt. 1 та NCT 2020 Resonance Pt. 2. Ці частини вийшли відповідно 12 жовтня та 23 листопада. NCT 127 записали для альбому трек «Music, Dance».

### 2021:Loveholic,Stickerі другий світовий тур
17 лютого вийшов другий японський мініальбом Loveholic.
4 червня NCT 127 у співпраці з Amoeba Culture випустили цифровий сингл «Save».
17 вересня відбувся реліз третього повноформатного альбому Sticker з однойменним головним синглом. Протягом перших 24 годин він отримав 1,13 мільйона попередніх замовлень, що зробило його найбільшим попереднім замовленням k-pop альбому за один день. Загалом було зафіксовано 2,2 мільйона попередніх замовлень і 2,4 мільйона продажів протягом першого тижня після релізу, що зробило його першим альбомом лейблу SM Entertainment, який продажі якого склали понад два мільйони копій без репак-версії. Sticker посів 3-тє місце у чарту Billboard 200.
25 жовтня 2021 року вийшла репак-версія Sticker — Favorite з головним синглом «Favorite (Vampire)». Вона отримала 1,06 мільйона попередніх замовлень і 1,1 мільйон продажів у перший тиждень після виходу. Станом на 3 листопада 2021 року продажі Sticker і Favorite спільно становили 3,58 мільйона копій, що зробило його найпродаванішим альбомом виконавця з SM Entertainment.
17 грудня NCT 127 трьома концертами в Gocheok Sky Dome у Сеулі розпочали свій другий світовий тур під назвою Neo City: Seoul — The Link.

### 2022:2 Baddiesі продовження світового туру
З 22 травня по 26 червня NCT 127 продовжили концертний тур по Японії та Південно-Східній Азії.
16 вересня відбувся реліз четвертого повноформатного альбому 2 Baddies з однойменним головним синглом. У перший тиждень після релізу було продано 1,5 копій.
Реліз потрапив на 3-тю позицію чарту Billboard 200. Baddies посів 3-тю позицію в австралійських чартах ARIA Charts.
У жовтні NCT 127 продовжили концертну діяльність у рамках північноамериканського етапу «Neo City — The Link». 22 і 23 жовтня саб'юніт виступить із дводенним спеціальним концертом на Олімпійському стадіоні в Сеулі, найбільшому концертному стадіоні Південної Кореї. Шоу під назвою «Neo City: Seoul — The Link+» і включало новий сет-лист, що містив треки з їхнього четвертого альбому 2 Baddies. Також було заплановано виступи на виставці Indonesia Convention Exhibition у Джакарті, Індонезія, 4 та 5 листопада.

### 2023: завершення світового туру, 4-й репакAy-Yo
У січні 2023 гурт проддовжив свій світовий тур містами США — Чикаго та Атланті  — та Латинської Америки, провівши концерти у Сан-Паулу, Сантьяго, Боготі та Мехіко.
30 січня вийшов альбом-репак 2 Baddies під назвою Ay-Yo. До нього увійшли три нові пісні, зокрема, одноймений головний трек. З цим релізом гурт здобув дві перемоги на музичних шоу: Show Champion та Music Bank.
17 квітня із мініальбомом Perfume дебютував юніт NCT DoJaeJung із трьох вокалістів — Дойона, Джехьона та Чону, які входять і до NCT 127.

## Учасники
| Сценічне ім'я      | Сценічне ім'я   | Сценічне ім'я   | Справжнє ім'я          | Справжнє ім'я        | Справжнє ім'я              | Позиція                                                   | Дата народження           | Місце народження                   |
| Українською        | Хангилем        | Латиницею       | Українською            | Ханг./ Яп. / Піньїнь | Латиницею                  | Позиція                                                   | Дата народження           | Місце народження                   |
| Дійсні учасники    | Дійсні учасники | Дійсні учасники | Дійсні учасники        | Дійсні учасники      | Дійсні учасники            | Дійсні учасники                                           | Дійсні учасники           | Дійсні учасники                    |
| ------------------ | --------------- | --------------- | ---------------------- | -------------------- | -------------------------- | --------------------------------------------------------- | ------------------------- | ---------------------------------- |
| Джонні             | 쟈니            | Johnny          | Джон Чун Со / Со Йонхо | 서영호               | John Jun Suh / Seo Youngho | Головний танцюрист, саб-репер, саб-вокаліст               | 9 лютого 1995 (30 років)  | Чикаго, США                        |
| Тейон              | 태용            | Taeyong         | Лі Тейон               | 이태용               | Lee Taeyong                | Лідер, головний репер, головний танцюрист, віжуал, центр  | 1 липня 1995 (30 років)   | Сеул, Південна Корея               |
| Юта                | 유타            | Yuta            | Накамото Юта           | 中本悠太             | Nakamoto Yuta              | Головний танцюрист, саб-репер, саб-вокаліст               | 26 жовтня 1995 (29 років) | Осака, Японія                      |
| Дойон              | 도영            | Doyoung         | Кім Дойон              | 김동영               | Kim Doyoung                | Головний вокаліст                                         | 1 лютого 1996 (29 років)  | Курі, Кьонгідо, Південна Корея     |
| Джехьон            | 재현            | Jaehyun         | Чон Юно                | 정윤오               | Jeong Yuno                 | Головний вокаліст, провідний танцюрист, саб-репер, віжуал | 14 лютого 1997 (28 років) | Сеул, Південна Корея               |
| Чону               | 정우            | Jungwoo         | Кім Чону               | 김정우               | Kim Jungwoo                | Головний вокаліст, головний танцюрист                     | 19 лютого 1998 (27 років) | Санбон-дон, Кунпхо, Південна Корея |
| Марк               | 마크            | Mark            | Лі Мінхьон / Марк Лі   | 이민형               | Lee Minhyung / Mark Lee    | Головний репер, головний танцюрист, саб-вокаліст          | 2 серпня 1999 (25 років)  | Торонто, Канада                    |
| Хечан              | 해찬            | Haechan         | Лі Донхьок             | 이동혁               | Lee Donghyuck              | Головний вокаліст, провідний танцюрист, макне             | 6 червня 2000 (25 років)  | Сеул, Південна Корея               |
| Неактивні учасники |                 |                 |                        |                      |                            |                                                           |                           |                                    |
| Теїль              | 태일            | Taeil           | Мун Теїль              | 문태일               | Moon Taeil                 | Головний вокаліст                                         | 14 червня 1994 (31 рік)   | Сеул, Південна Корея               |
| ВінВін             | 윈윈            | WinWin          | Дон Січен              | 董思成               | Dong Sicheng               | Танцюрист, вокаліст                                       | 28 жовтня 1997 (27 років) | Чжецзян, КНР                       |

## Дискографія

### Повноформатні альбоми

#### Корейські
- Regular-Irregular (2018)
- Neo Zone (2020)
- Sticker (2021)
- 2 Baddies (2022)

#### Японські
- Awaken (2019)

### Мініальбоми

#### Корейські
- NCT #127 (2016)
- Limitless (2017)
- Cherry Bomb (2017)
- NCT #127 We Are Superhuman (2019)

#### Японські
- Chain (2018)
- Loveholic (2021)

### Репаки (альбоми-перевидання)
- Up Next Session: NCT 127 (2018)
- NCT #127 Regulate (2018)
- NCT 127 Neo Zone: The Final Round (2020)
- Favorite (2021)
- Ay-Yo (2023)

### Концертні альбоми
- Neo City: Seoul — The Origin (2019)

### Спільні проєкти
- NCT 2018 Empathy (2018)
- NCT 2020 Resonance (2020)